# 商周彝器通考
商周彝器通考，作者容庚，1941年哈佛燕京學社出版，正文30萬字，是通論商周時代青銅器的扛鼎之作。《商周彝器通考》書中已體認到新舊考古器物的過渡性：“遍觀各器形制花紋，鬲與簋尚承西周厲宣之舊制，而有蓋鼎、蟠虺壺等實開壽州出土戰國時諸器之先聲。意诸器时代约在春秋中叶以后。”

## 目錄
上編（通論），15章：

- 原起
- 發見
- 類別
- 時代
- 銘文
- 花紋
- 鑄法
- 價值
- 去鏽
- 拓墨
- 仿造
- 辨偽
- 銷毀
- 收藏
- 著錄

下編（各論），4章：

- 食器
- 酒器
- 水器
- 雜器
- 樂器